# Maurizio Schincaglia
Maurizio Schincaglia (Codigoro, 21 aprile 1959) è un allenatore di calcio ed ex calciatore italiano, di ruolo attaccante.

## Carriera

### Giocatore
Cresce nella Juventus, con la cui maglia colleziona, nell'arco di due stagioni, 8 presenze in Coppa Italia, tutte nei rispettivi gironi finali a quattro squadre, segnando anche 2 reti, contro il Taranto e il Milan. Durante la permanenza in bianconero si trasferisce per qualche mese ai corregionali della Juniorcasale.
Inizia la stagione 1978-1979 nella Cremonese, trasferendosi nell'ottobre 1978 alla Ternana, società che gli permette di disputare le sue prime 6 gare in Serie B.
Segue una stagione con l'Atalanta, nelle cui file colleziona 14 presenze e 3 gol fra i cadetti.
Poi un altro anno al Casale, due al Forlì e una breve apparizione all'Imperia.
Nell'autunno del 1983 si trasferisce al L.R. Vicenza, con la cui maglia in due stagioni conquista la promozione in Serie B e successivamente, con 18 presenze e 1 gol, partecipa anche all'ammissione sul campo alla Serie A, che però viene annullata dalla giustizia sportiva.
Conclude la carriera da calciatore con le maglie di Treviso, Giarre e infine Pistoiese.

### Allenatore
Inizia la carriera di allenatore con il settore giovanile della Juventus, allenando prima la formazione Giovanissimi, poi gli Allievi e infine la Berretti; con quest'ultima, nella stagione 2003-2004 vince lo scudetto di categoria eliminando in semifinale la Fermana e in finale il Guidonia Montecelio.
Dal 2 luglio 2012 si unisce allo staff tecnico della Sampdoria.
Il 1º luglio 2014 viene nominato allenatore in seconda del Barletta.
Durante la stagione 2017-2018 guida la Orizzonti United, squadra del campionato piemontese di Eccellenza.

## Palmarès

### Giocatore

#### Competizioni nazionali
- Campionato italiano: 1

Juventus: 1976-1977
- Campionato Interregionale: 1

Pistoiese: 1990-1991

#### Competizioni internazionali
- Coppa UEFA: 1

Coppa UEFA: 1976-1977

### Allenatore

#### Competizioni giovanili
- Campionato Berretti: 1

Juventus: 2003-2004